# Sanko Kogyo
Sanko Kogyo is een historisch merk van scooters.
Dit Japanse merk was eigendom van Mitsui en maakte van 1951 tot 1956 scooters met zijklepmotoren van 172- tot 250 cc.